# Clustertruck
Clustertruck est un  jeu indépendant de plate-forme développé par Landfall Games et publié par tinyBuild Games. Le jeu a été publié pour Microsoft Windows, OS X, Linux, PlayStation 4, Nintendo Switch et Xbox One le 27 septembre 2016. Le nom du jeu est un jeu de mots "clusterfuck", décrivant "une situation chaotique où tout semble aller mal".

## Système de jeu
Dans Clustertruck, le joueur contrôle un personnage à la première personne . Il doit sauter sur une ligne de camions, en évitant les obstacles et les accidents de camions. Le joueur est incapable de toucher quoi que ce soit d'autres que les camions, et son but est d'atteindre la fin du niveau en franchissant la ligne d'arrivée,.
Le jeu dispose d'un éditeur de niveau.